# Sahle Selassie

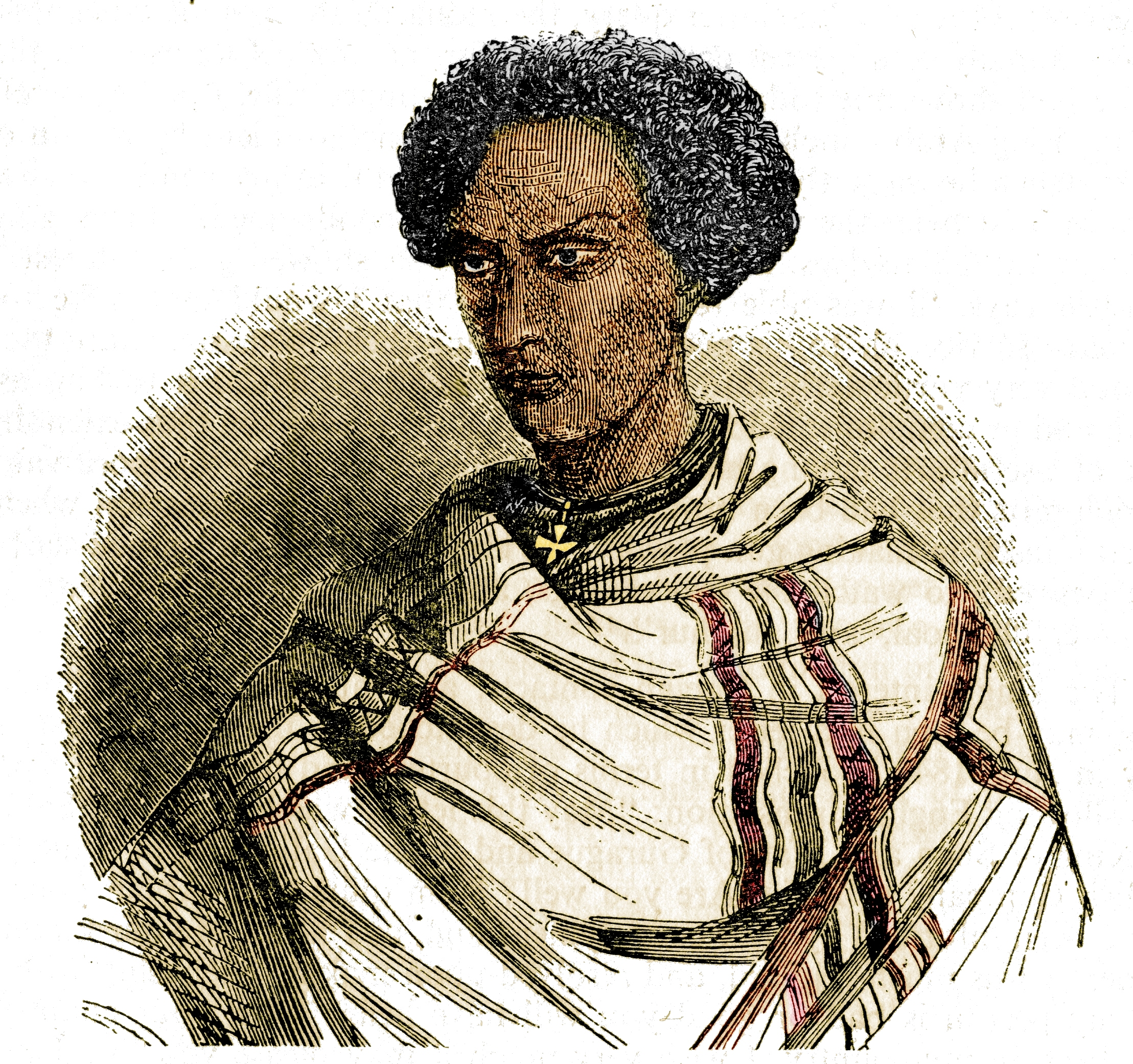
König Sahle Selassie

Sahle Selassie (amharisch ሣህለ ሥላሴ Śahle Śilasē; * 1795; † 22. Oktober 1847) war Meridazmatch und Negus von Schoa, Äthiopien. Er war ein jüngerer Sohn Wossen Segeds.

## Leben
Nach der Ermordung seines Vaters wurde Selassies älterer Bruder Bakure von Oromo-Rebellen davon abgehalten, zur Hauptstadt ihres Vaters nach Qundi zu ziehen, um die Thronfolge zu beanspruchen. Trotz Sahle Selassies noch jugendlichem Alter ergriff er seine Gelegenheit zur Herrschaft von seinem Studienort aus, dem Kloster Sela Dengel. Vermutlich mithilfe von Angehörigen seiner Mutter Zenebwork wurde er zum Ras und Meridazmatch von Schoa ausgerufen. Bakure traf verspätet in Qundi ein, wo er mit seinen restlichen Brüdern und einigen Unterstützern im Staatsgefängnis von Gonchu inhaftiert wurde.
Nach der Festigung seiner Herrschaft richtete Sahle Selassie seine Aufmerksamkeit auf die Rebellengruppen der Oromo und Amharen. Mit Diplomatie besiegte er die Omoro-Gruppe der Abichu, die seine Hilfe dringend im Kampf gegen ihre Nachbarn, die Tulama-Oromo, benötigten. Diese besiegte er anfangs der 1820er. Nach seinem Sieg erbaute er das von den Oromo zerstörte Debre Berhan ebenso wie eine Reihe anderer Städte neu. Er festigte seinen Einfluss im Gebiet der Abichu zusätzlich durch Errichtung einiger befestigter Dörfer wie Angolalla. Außerdem erweiterte er die Grenze Schoas nach Bulga und Karayu, im Südosten zu Arsi und südlich zu den Gebieten der Gurage.
Sahle Selassie folgte der Strategie seines Vorfahren Amha Iyasus und unterstützte eine Pufferregion im Gebiet der Yejju- und Wollo-Oromo im Norden. Diese half ihm, Schoa außer Reichweite von Kriegsherren im Norden wie Ras Ali II. von Yejju zu halten, welche ihre Bürgerkriege fortsetzten.

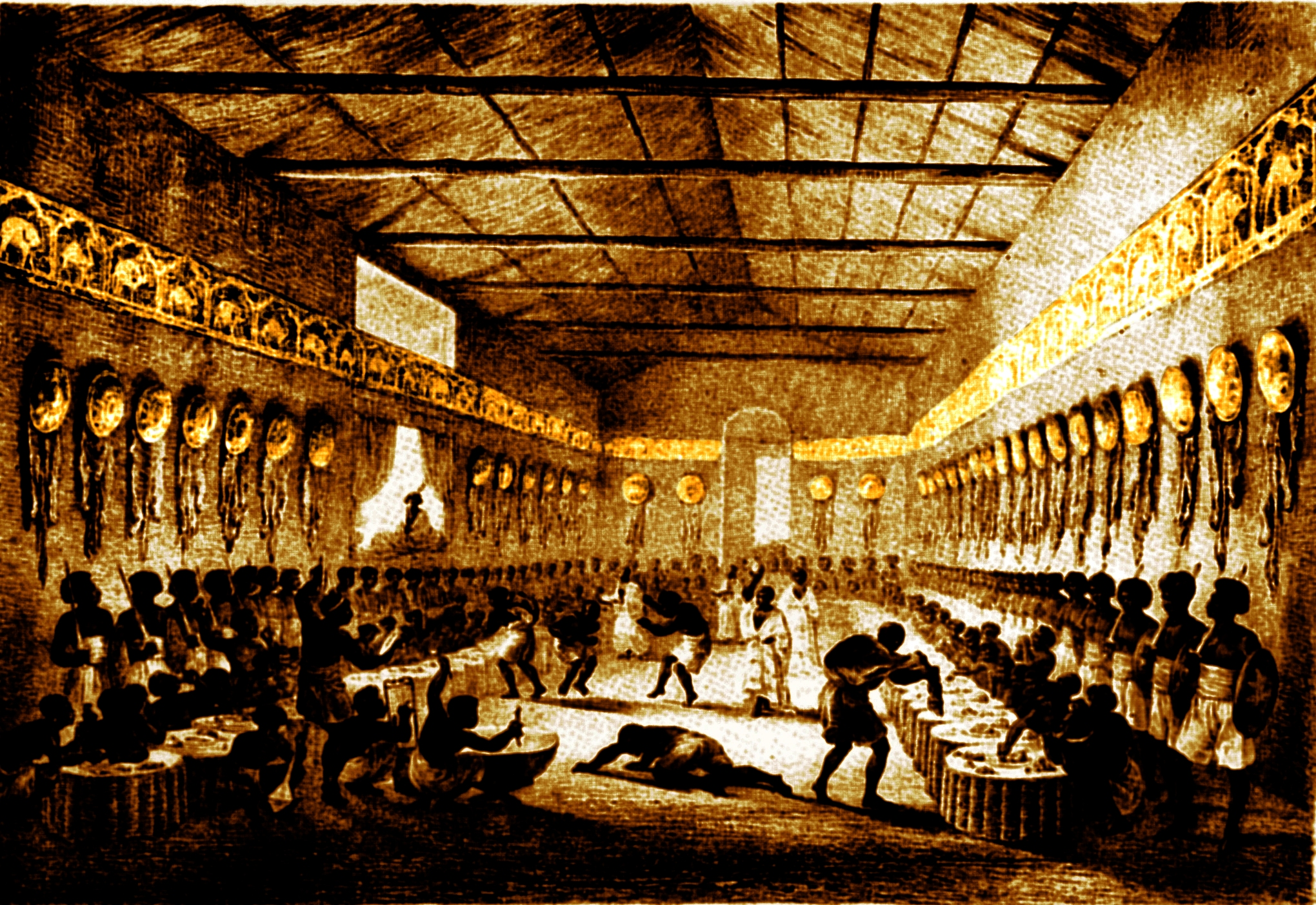
Der Speisesaal in Sahle Selassies Schloss

Nach einigen Jahren seiner Herrschaft wähnte sich Sahle Selassie sicher genug, um sich ohne die Ermächtigung des äthiopischen Kaisers als Negus (König) von Schoa, Yifat, der Völker der Omoro und Gurage ausrufen zu lassen, wobei er von diesem geduldet wurde.
1829 brach eine Hungersnot über Schoa herein, nur zwei Jahre später raffte Cholera allein in Sahle Selassies Schloss zwei Drittel aller Erkrankten hinweg. Danach rebellierte Selassies General Sedoko gegen ihn. Es gelang diesem, eine Reihe von Elitesoldaten auf seine Seite zu bringen, welche die Existenz Schoas bedrohten und Angolalla niederbrannten. Etwa zur selben Zeit, als Sahle Selassie diese Rebellion abwehrte, brach eine zweijährige Dürreperiode über Schoa ein. Diese tötete einen Großteil des Nutzviehs und brachte eine Hungersnot über die Einwohner Schoas. Der Historiker Richard Pankhurst (1927–2017) berichtete außerdem von Aufzeichnungen über eine zweite Choleraepidemie 1834, die von Weli im Süden ausbreitend großes Sterben verursachte. Sahle Selassie reagierte auf die Hungersnot, indem er die königlichen Vorratshäuser für die Bedürftigen öffnen ließ. Mit dem Ende der Hungersnot startete General Medoko einen zweiten Rebellionsversuch. Auch wenn dieser schnell beendet war, sah sich Sahle Selassie nun mit einer Kirchenkrise konfrontiert.
Im Streit über Christologie in der Äthiopisch-Orthodoxen Tewahedo-Kirche übernahm Schoa die Lehrmeinung der Sost-Lidet, welche der im Norden vertretenen Wold-Qib-Theorie gegenüberstand. Sost-Lidet wurde außerdem vom einflussreichen Debre-Libanos-Kloster in Schoa vertreten. Sahle Selassie versuchte, seinen Einfluss auf die Kirche von Schoa zu vergrößern, indem er seine Vertrauten als Verwalter den kirchlichen Klöstern zuwies. Dies erregte den Widerstand der Mönche sowie des Abtes von Debre Libanos, dem zweitwichtigsten kirchlichen Vertreter Äthiopiens. Unter der Drohung der Exkommunizierung zog Sahle Selassie seine Leute von den Klöstern ab, worauf er heftig von den Vertretern des Wold Qib in Menz, Marra Biete und anderen Bezirken attackiert wurde. Nachdem es Sahle Selassie gerade gelungen war, die Diskussion zu beruhigen, wurde der Streit durch die Ankunft des neuen Abtes Salama III. neu entfacht. 1845 exkommunizierte der Abt Sahle Selassie. Trotz der Vermittlung des äthiopischen Regenten, Ras Ali II., weigerte sich der Abt, das Interdikt zurückzuziehen. 1846 ließ der Ras den Abt verhaften und verbannte ihn aus Gonder.
Zu dieser Zeit verschlechterte sich der Gesundheitszustand Sahle Selassies so sehr, dass er seine Ziele in der Regierung nicht weiterverfolgen konnte. Nur durch Zuspruch aus den Reihen seiner Berater und Freunde ließ er davon ab, zugunsten seines Sohnes abzudanken. Die letzten Jahre seiner Herrschaft blieben ohne beachtenswerte Ereignisse.

## Leistung als Herrscher von Schoa

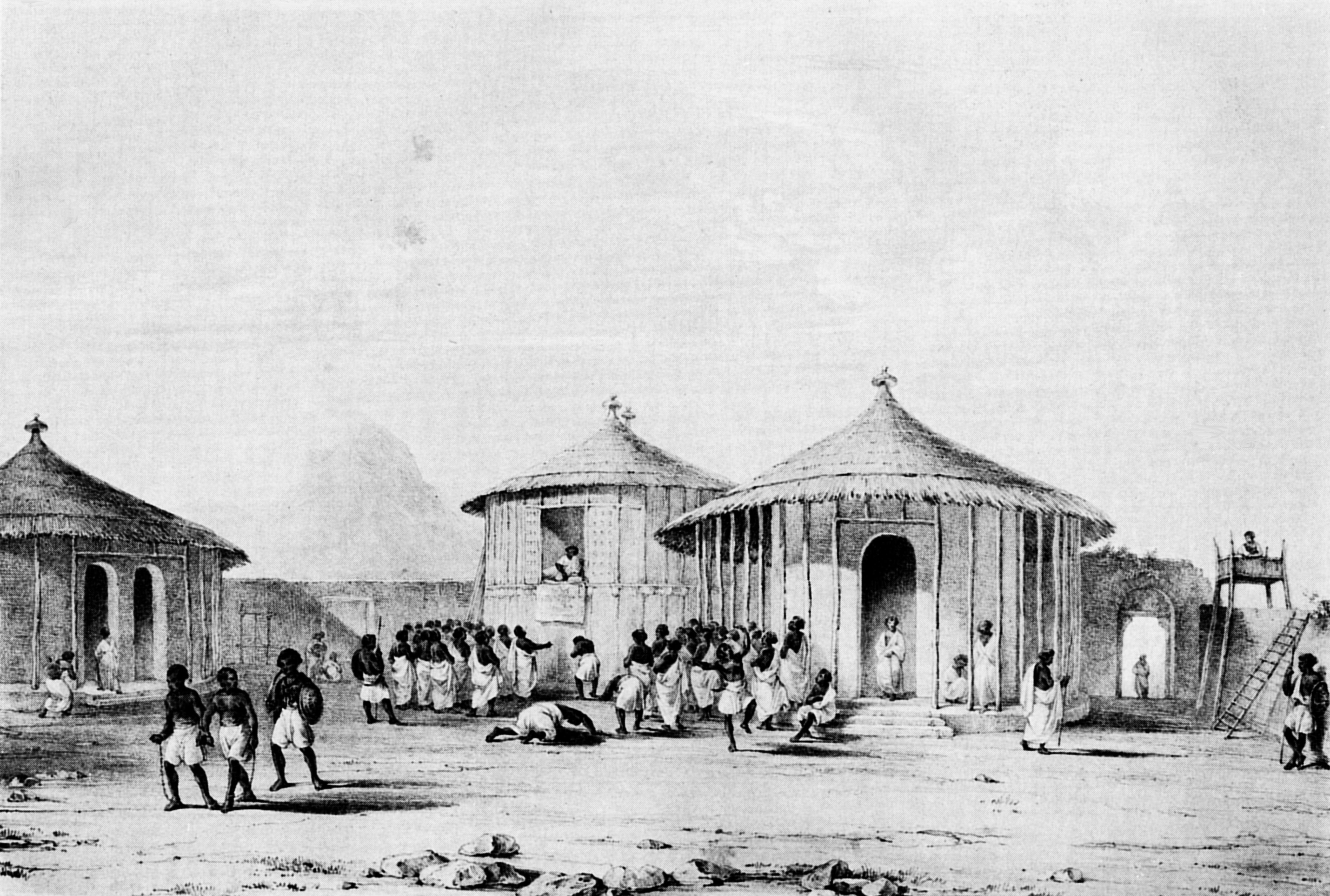
König Sahle Selassie bei einer Rechtsprechung

Trotz vieler Konflikte mit politischen Rivalen inner- und außerhalb von Schoa war Sahle Selassie im Vergleich zu früheren Herrschern ein wohlwollender und fortschrittlicher Regent. Besucher des Landes zu dieser Zeit berichten von seinem Verständnis für Gerechtigkeit und das Wohlbefinden seiner Bürger. Ein anderes Beispiel für Sahle Selassies Geschick als Regent sind seine Justizreformen. Die Gerichte folgten während der Herrschaft seiner Vorgänger Asfa Wossen und Wossen Seged dem traditionellen äthiopischen Rechtssystem, dem Fetha Negest, ebenso wie gewohnheitsrechtlichen Verfahren, welche als äußerst grausam angesehen wurden. Die Todesstrafe, das Abschneiden von Gliedmaßen und Brandmarkungen waren an der Tagesordnung. Der Negus beschränkte Exekutionen auf Fälle von Hochverrat, Sakrilege und Mord. Im Falle einer Verurteilung als Mörder war die traditionelle Strafe, den Mörder an die Hinterbliebenen des Opfers auszuhändigen, welche ihre Bestrafung ausführten konnten. Sahle Selassie versuchte, diese Hinterbliebenen zu überreden, Blutgeld anstelle einer Tötung des Täters zu akzeptieren.
Die Reformen des Negus betrafen neben der Justiz auch administrative Änderungen. Er entwickelte eine neue Form der Besteuerung, die nicht nur fairer war, sondern auch höhere und sicherere Staatseinkünfte garantierte. Geschätzt betrugen diese um 1840 allein in bar zwischen 80.000 und 300.000 Maria-Theresien-Taler. In Schoa gingen Legenden um über Lager voller Gold, Silber und Elfenbein in seinen Schlössern und in versteckten Berghöhlen. Der Historiker Abir meint, dass man Schoa als eine Art altertümliches Beispiel für einen Wohlfahrtsstaat bezeichnen könne.
Sahle Selassie arbeitete auch an der Modernisierung seines Landes. Er knüpfte Kontakte zu europäischen Staaten wie Frankreich und Großbritannien in der Hoffnung, Pädagogen, Handwerker und vor allem Waffen zu erhalten. Er begriff den Wert von Rüstzeug und erhöhte während seiner Regentschaft die Anzahl der Waffenfabriken von einigen wenigen auf 1000 im Jahr 1842. Er schloss Freundschaftsabkommen mit Frankreich und Großbritannien (1841) und ermutigte Ausländer mit diversen Anreizen, sich in Schoa anzusiedeln.
Pankhurst verzeichnete, dass Sahle Selassie trotz seines Interesses für ausländische Technologien und Handwerker keine Missionare in Schoa haben wollte.
| Personendaten    | Personendaten                               |
| ---------------- | ------------------------------------------- |
| NAME             | Selassie, Sahle                             |
| KURZBESCHREIBUNG | Meridazmatch und Negus von Schoa, Äthiopien |
| GEBURTSDATUM     | 1795                                        |
| STERBEDATUM      | 22. Oktober 1847                            |